# 卢克·凯奇 (电视剧)
《漫威盧克·凱奇》（英語：Marvel's Luke Cage）或簡稱《盧克·凱奇》，是2016年9月30日開播於美國网络电视Netflix的影集，由黑人作家齊歐·霍達瑞·寇克開創。本劇設定在漫威电影宇宙中，此剧为同系列电视剧的第三部，并引出一部融合迷你剧《捍衛者聯盟》，由漫威电视、ABC工作室共同制作。该剧講述一个有前科、具有刀槍不入軀體的盧克·凱奇，在紐約黑人聚集的哈林區打击犯罪的故事。该剧在2013年底和2014年12月开始開發，寇特扮演盧克，在《杰西卡·琼斯》首次登场。2015年3月，寇克被聘为制作人；2015年9月开始在纽约市拍摄。第二季於2018年6月22日上映。2018年10月19日，Netflix取消本劇。

## 角色

### 主要人物
- 麥克·寇特 飾 盧克·凱奇（Luke Cage）

一位擁有無堅不摧、刀槍不入之身的男子，獨自隱居在紐約哈林區。原名「卡爾·盧卡斯」，曾經是警察，卻遭陷害殺人而入獄。在一場小小的意外下獲得了金剛不壞之身，最後受妻子幫助而改名為盧克·凱奇而搬到紐約市。
- 馬赫夏拉·阿里 飾 「腹蛇」康奈爾·史托克斯（英语：Cottonmouth (Cornell Cottonmouth)）（Cornell "Cottonmouth" Stokes）

哈林區勢力最大的黑幫老大，擁有一間名叫「哈林天堂」的夜間俱樂部，重道義、作風老派、喜愛傳統，擁有傑出的音樂素養。在道上黑白兩道通吃，會想盡一切辦法來剷除異己，因此和盧克成為死對頭。
- 席夢妮·密席克（英语：Simone Missick） 飾 米絲蒂·奈特（英语：Misty Knight）（Mercedes "Misty" Knight）

哈林區的資深女警探，擁有看著事故照片就模擬現場的推想能力。從小在社區長大，重情重義、充滿正義感，對罪犯毫不留情，但憤怒的時候情緒會火爆到難以控制。
- 迪奧·羅西 飾 「墨鏡」赫南·阿瓦雷茲（英语：Shades (comics)）（Hernan "Shades" Alvarez）

一位替多個黑幫老大賣命的街頭罪犯，實際上是響尾蛇的副手，負責管理生意，冷靜沉著思慮清晰，只要一聲令下就能辦妥任何的事情，和盧克在獄中打過交道。
- 羅莎里奥·道森 飾 克萊兒·坦普爾（Claire Temple）

曾經是生活在地獄廚房的夜間護士，因發生事故後搬回老家哈林區，由於曾經幫助過盧克而和他相識。
- 埃里克·拉雷·哈維 飾 「響尾蛇」威利斯·史崔克（英语：Diamondback (Willis Stryker)）（Willis Stryker / Diamondback）

兇殘又神秘的軍火商，墨鏡的幕後老闆，實為盧克同父異母的哥哥。年輕時因為受不了遭受忽視，不惜陷害盧克入獄，如今得知他還活著後跑到哈林區解決他。
- 阿爾法·伍達德（英语：Alfre Woodard） 飾 瑪萊雅·迪拉德（英语：Black Mariah (comics)）（Mariah Dillard）

哈林區的女政客，康奈爾的表姐，一直以來想脫離所有家族的不法事業，想靠自己的政治方法來推廣自己的理想社區。
- 穆斯塔法·沙基爾 飾 「巨腹蛇」約翰·麥克佛（英语：Bushmaster (Marvel Comics)）（John McIver / Bushmaster）

來自牙買加的黑幫領袖，通過一種稱作「顛茄」的藥草來增強體能和敏捷力，對瑪萊雅的家族有著極深怨恨，想辦法對她進行報復的同時，也瞄準盧克來奪得他在社區的影響力。
- 嘉布艾兒·丹尼斯（英语：Gabrielle Dennis） 飾 蒂妲·約翰森（英语：Nightshade (Marvel Comics)）（Tilda Johnson）

一位擅長替代醫學的女藥師，為貧民開藥一向不收錢，舊姓「迪拉德」，是瑪萊雅的親生女兒。

### 常設人物
- 弗蘭基·費森 飾 亨利·「老爹」·亨特（Henry "Pop" Hunter）

理髮店老闆，社區內影響力極高的長者，是盧克妻子的親戚，對盧克來說如父親一般敬仰的人物。年輕時是一個街頭幫派老大，出獄後開設理髮店造福社會開導人們，許多名人皆出入過，其理髮廳是社區內唯一沒人敢動的絕對中立區。
- 榮恩·瑟法斯·瓊斯（英语：Ron Cephas Jones） 飾 鮑比·費雪（Bobby Fish）

理髮店的常客，喜歡下象棋打發時間，身為盧克的盟友和知己。
- 法蘭克·華利（英语：Frank Whaley） 飾 拉斐爾·史嘉費（Rafael Scarfe）

哈林區的資深警探，米絲蒂的搭檔，和她辦案多年，行事腐敗，暗地裡和康奈爾與其他街頭幫派有勾結。
- 雅各布·瓦加斯（英语：Jacob Vargas） 飾 多明戈·科隆（Domingo Colon）

西班牙裔黑幫領袖，哈林區的軍火販，和腹蛇和瑪萊雅均有交集。
- 潔德·吳（英语：Jade Wu） 飾 康妮·林（Connie Lin）

盧克原先的房東，和丈夫經營哈林區的一家中國餐廳，一次被腹蛇的人敲詐卻被盧克救後，從此打消索要他租金的念頭。
- 傑登·凱恩（英语：Jaiden Kaine） 飾 齊普（Zip）

哈林區的一位小混混，為腹蛇賣命的打手，仗著腹蛇勢力到處耍流氓、敲詐他人。
- 索尼婭·布拉加 飾 索萊妲·坦普爾（Soledad Temple）

克萊兒的母親。

### 客串人物
- 艾爾登·亨森（英语：Elden Henson） 飾 佛吉·尼爾森（Foggy Nelson）

麥特·默多克的好朋友兼前律師合夥人，目前擔任潔莉·霍格斯的律师合夥人，也是盧克的辯護律師。
- 芬恩·瓊斯 飾 「鐵拳俠」丹尼·蘭德（Danny Rand / Iron Fist）

原本是名億萬富翁，小時候在飛機事故中倖存，被崑崙的武僧救起後開始信奉佛教並習武15年重回紐約，擅長使用「鐵拳」，經歷中城圈一戰而認識盧克和米絲蒂。
- 潔西卡·亨維克 飾 科林·溫（Colleen Wing）

紐約市一間武術道館主人，曾經收留無處可去的蘭德而成為夥伴，在中城圈一戰中被米絲蒂救過一命，此後盡可能協助她復健。

## 集數

### 第一季
為哈林區刀槍不入的保衛者，盧克·凱奇戮力對抗貪污政客、殘忍匪徒，以及過往的糾纏。
| 總集數 | 集數 （季） | 標題                         | 譯名     | 導演            | 編劇                                 | 時長（分鐘） | 上線日期      |
| ------ | ----------- | ---------------------------- | -------- | --------------- | ------------------------------------ | ------------ | ------------- |
| 1      | 1           | Moment of Truth              | 真相時刻 | 保羅·麥格根     | 齊歐·霍達瑞·寇克                     | 55           | 2016年9月30日 |
| 2      | 2           | Code of the Streets          | 街頭規矩 | 保羅·麥格根     | 齊歐·霍達瑞·寇克                     | 60           | 2016年9月30日 |
| 3      | 3           | Who's Gonna Take the Weight? |          | 吉勒摩·納瓦羅   | 麥特·歐文斯                          | 57           | 2016年9月30日 |
| 4      | 4           | Step in the Arena            |          | 文森佐·納塔利   | 查爾斯·墨瑞                          | 53           | 2016年9月30日 |
| 5      | 5           | Just to Get a Rep            | 為己之名 | 馬可·賈伯斯特   | 傑森·霍維奇                          | 52           | 2016年9月30日 |
| 6      | 6           | Suckas Need Bodyguards       |          | 山姆·米勒       | 納森·路易斯·傑克森                   | 54           | 2016年9月30日 |
| 7      | 7           | Manifest                     |          | 安迪·戈達德     | 阿綺拉·庫柏                          | 52           | 2016年9月30日 |
| 8      | 8           | Blowin' Up the Spot          | 致命一擊 | 梅格納斯·馬藤斯 | 艾達·瑪夏卡·克羅                     | 49           | 2016年9月30日 |
| 9      | 9           | DWYCK                        | 盡你所能 | 湯姆·夏克倫     | 克里斯蒂安·泰勒                      | 66           | 2016年9月30日 |
| 10     | 10          | Take It Personal             | 私人恩怨 | 史蒂芬·蘇吉克   | 傑森·霍維奇                          | 48           | 2016年9月30日 |
| 11     | 11          | Now You're Mine              |          | 小喬治·提曼     | 克里斯蒂安·泰勒                      | 52           | 2016年9月30日 |
| 12     | 12          | Soliloquy of Chaos           |          | 菲爾·亞伯拉罕   | 阿綺拉·庫柏 ＆ 查爾斯·墨瑞           | 63           | 2016年9月30日 |
| 13     | 13          | You Know My Steez            | 我的風格 | 克拉克·強森     | 艾達·瑪夏卡·克羅 ＆ 齊歐·霍達瑞·寇克 | 46           | 2016年9月30日 |

### 第二季
盧克·凱奇的名聲水漲船高，責任跟著大增之際，生活卻被一名新來乍到的神秘客攪得天翻地覆。此人不僅擁有強大的力量，還打算佔領哈林區。
| 總集數 | 集數 （季） | 標題                              | 譯名           | 導演          | 編劇 | 時長（分鐘） | 上線日期      |
| ------ | ----------- | --------------------------------- | -------------- | ------------- | ---- | ------------ | ------------- |
| 14     | 1           | Soul Brother #1                   | 黑人兄弟第一名 | 劉玉玲        | 待定 | 56           | 2018年6月22日 |
| 15     | 2           | Straighten It Out                 | 解決之道       | 待定          | 待定 | 55           | 2018年6月22日 |
| 16     | 3           | Wig Out                           | 心煩意亂       | 待定          | 待定 | 60           | 2018年6月22日 |
| 17     | 4           | I Get Physical                    | 我動手了       | 莎莉·理查德森 | 待定 | 55           | 2018年6月22日 |
| 18     | 5           | All Souled Out                    | 完全靈魂       | 待定          | 待定 | 58           | 2018年6月22日 |
| 19     | 6           | The Basement                      | 地下室         | 待定          | 待定 | 64           | 2018年6月22日 |
| 20     | 7           | On and On                         | 永無止境       | 待定          | 待定 | 56           | 2018年6月22日 |
| 21     | 8           | If It Ain't Rough, It Ain't Right | 粗暴是唯一的路 | 待定          | 待定 | 55           | 2018年6月22日 |
| 22     | 9           | For Pete's Sake                   | 我的老天       | 待定          | 待定 | 59           | 2018年6月22日 |
| 23     | 10          | The Main Ingredient               | 主要成分       | 待定          | 待定 | 59           | 2018年6月22日 |
| 24     | 11          | The Creator                       | 創造者         | 待定          | 待定 | 56           | 2018年6月22日 |
| 25     | 12          | Can't Front On Me                 | 別小看我       | 待定          | 待定 | 62           | 2018年6月22日 |
| 26     | 13          | They Reminisce Over You           | 對你的緬懷     | 待定          | 待定 | 69           | 2018年6月22日 |

1. ↑  本季劇集標題均取自於美國說唱組合Pete Rock & CL Smooth的歌曲名。[3]

## 評價
《盧克·凱奇》獲得影評家廣泛的好評。於爛番茄的評論中，第1季獲得了93%的新鮮度、8.11/10分（58位評論家），評論家共識：「身歷其境、具社會意識的敘述，以及有自信、具魅力的主角表現，使《盧克·凱奇》成為新漫威／Netflix宇宙的一顆恆星代表。」 於Metacritic的評論中，第1季獲得79分（滿分100分；30位評論家），屬普遍的好評。

## 外部連結
- 官方网站
- 互联网电影数据库（IMDb）上《盧克·凱奇》的资料（英文）